# 土方蓮奈
土方 蓮奈（ひじかた れな、10月26日）は、日本の元タレント。身長149cm、血液型O型。ニックネームは「れんれん」「れれ」「れなちゃん」など。

## 経歴
2014年3月9日（初ライブは2013年12月18日）から2016年4月30日まで異色音楽ユニット最終未来兵器mofu（現在の劇場版ゴキゲン帝国）おいて「れんれん」として活動した。
その他にも、本気！アニラブ第1期火曜第8回、第2期火曜第20回、木曜第8回 にゲスト出演。2012年12月30日に本気アニラブ合同イベント 年末だよ！姉も妹も大集合スペシャル！！出演。2013年12月30日に本気！アニラブ～トーク＆ライブ出演。
2017年10月6日より9日まで上演された、舞台「あいたま」に松永樹里役にて舞台初挑戦。
パステルビーンズメンバーとして歌手活動。2018年2月7日にヒジカタレナとしてソロ1stシングル「NECROMANCE+D」を発売。
みつきゆきとして、結城ノエル制作のアルバムで歌手活動。

## 実績
- 姫イド隊 レン役。
- 蒼い世界の中心で セブーナ（幼少期）役
- DEEP GIRL（活動辞退）
- SephiroticTree、Candy Syrup（下北沢店） 元店員
- 漫画家やしろあずき、クリムゾン アシスタント

など。